# Skara
Skara (em sueco: Skara;  OUÇA A PRONÚNCIA) ou Escara (em latim: Scara) é uma cidade da província da Västergötland, no sudoeste da Suécia.

É a sede da comuna de Skara, pertencente ao  condado da Västra Götaland.

Tem uma área de 8,29 km² e uma população de 11 549 habitantes (2020).

Foi fundada em torno do ano 1000 e é uma das cidades mais antigas da Suécia ao lado de Sigtuna e Lödöse.

 
Lá se instituiu o primeiro bispado sueco com a criação de sua catedral de Skara.

Abriga um dos mais antigos colégios do país, a Escola da Catedral (em sueco: Katedralskolan), fundado em 1641.

## Etimologia e uso
O nome geográfico Skara está relacionado com o verbo skära (”cortar”) e é provavelmente uma alusão a ”cortes” no terreno, como é possivelmente o caso da ravina do riacho de Tvetabäcken.
A cidade está mencionada como Scarane, na década de 1070.

Em textos em português costuma ser usada a forma original Skara.

## Comunicações
A estrada europeia E20 (Malmö-Gotemburgo-Estocolmo) passa pelo sul da cidade.
Atualmente não existem ligacões ferroviárias.

## Património cultural e turístico
- Catedral de Skara - Catedral fundada no século XI[13]
- Parque de Skara Sommarland - Parque de diversões a 8 quilômetros de Skara[14]
- Museu da Västergötland [15][16]

IMAGENS
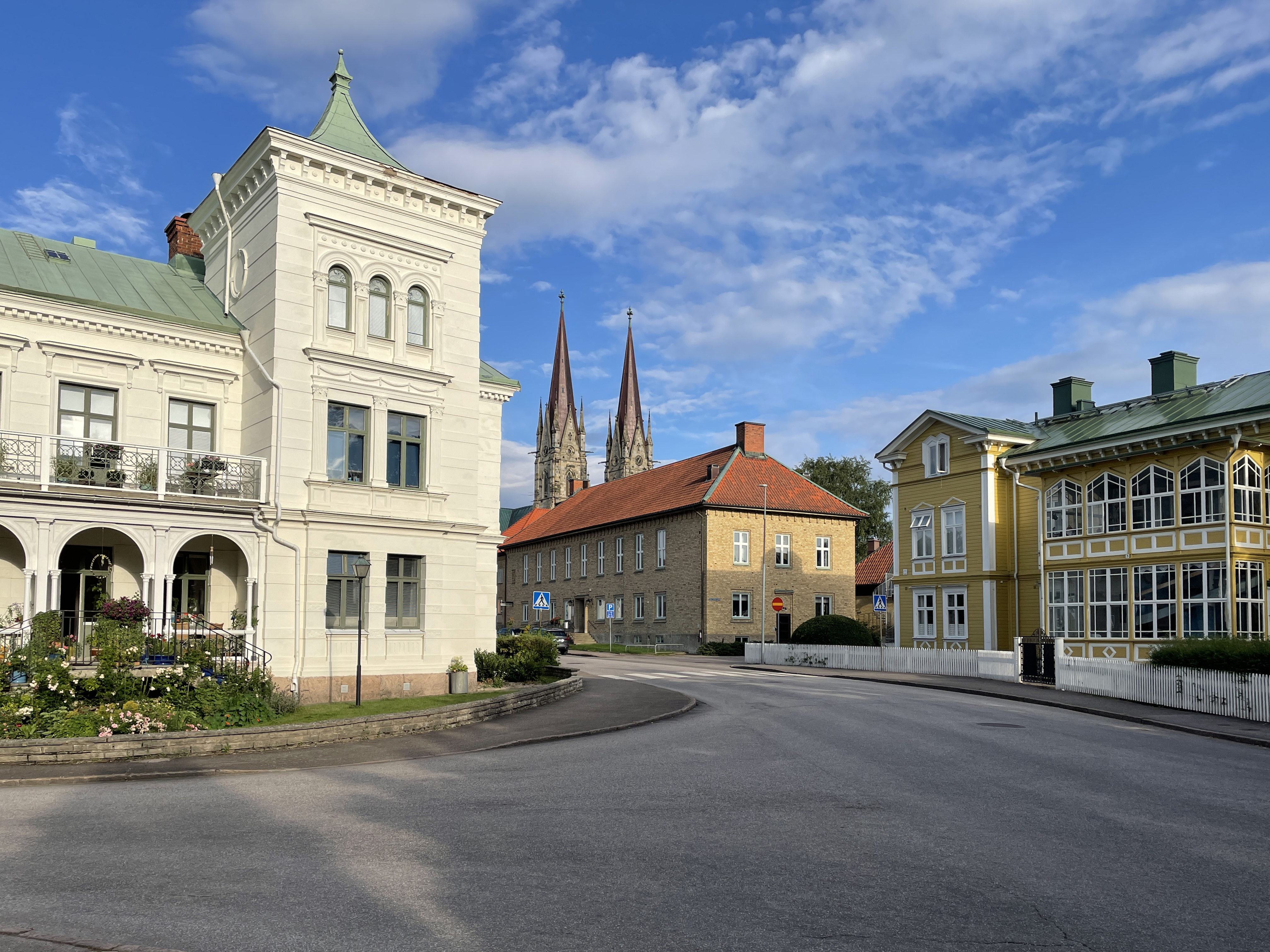
A rua Malmgatan
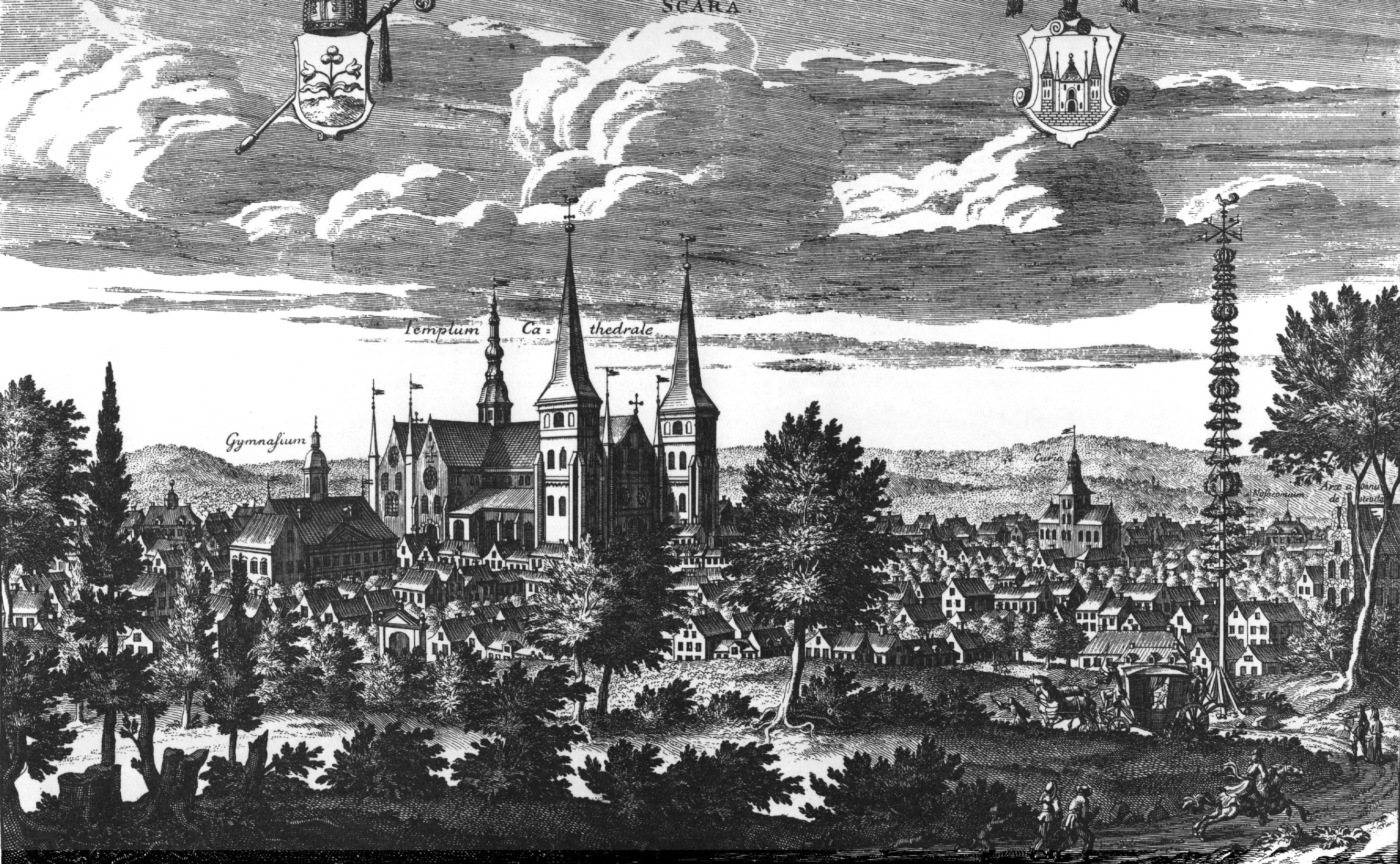
Skara por volta de 1700
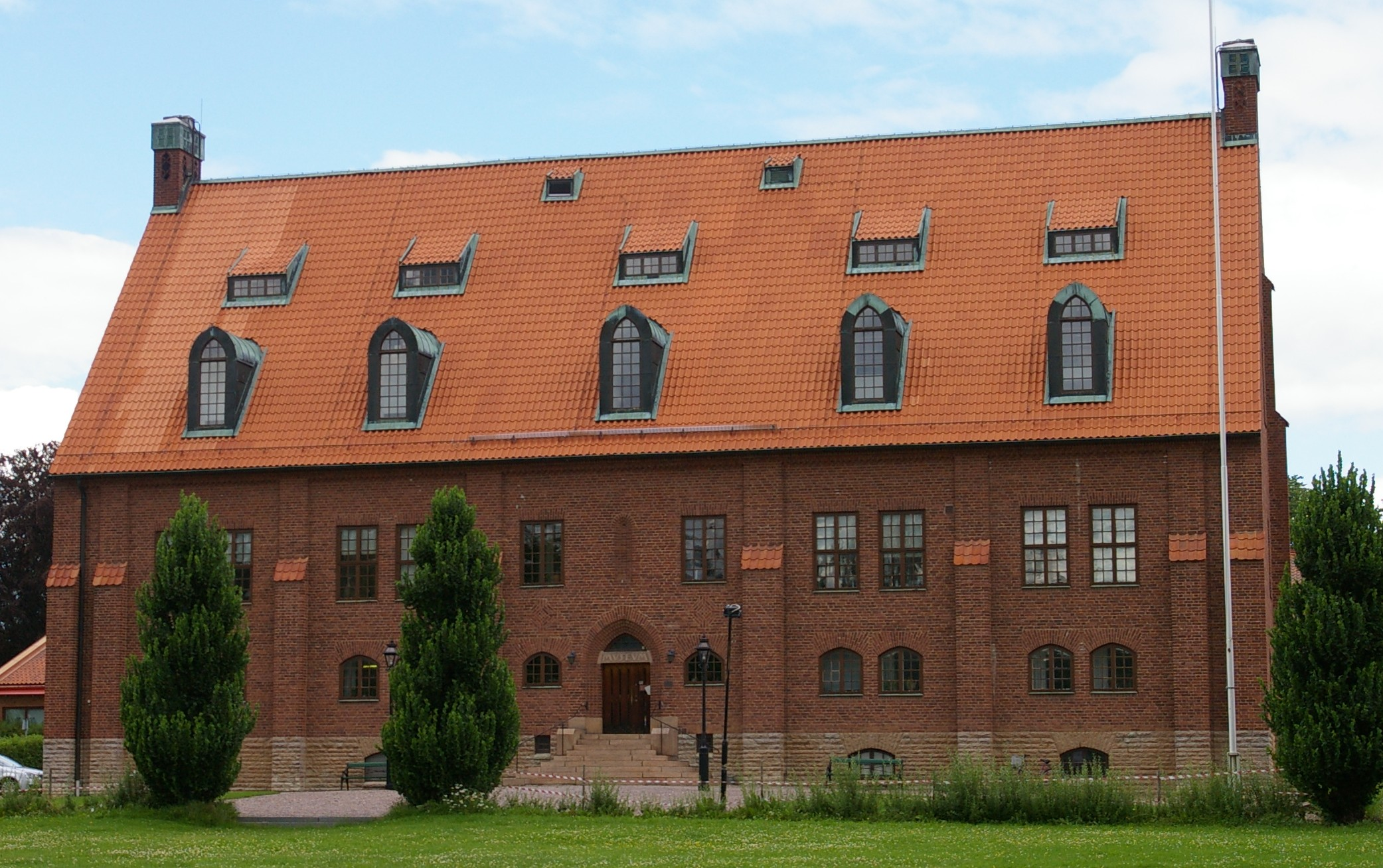
Museu da Västergötland
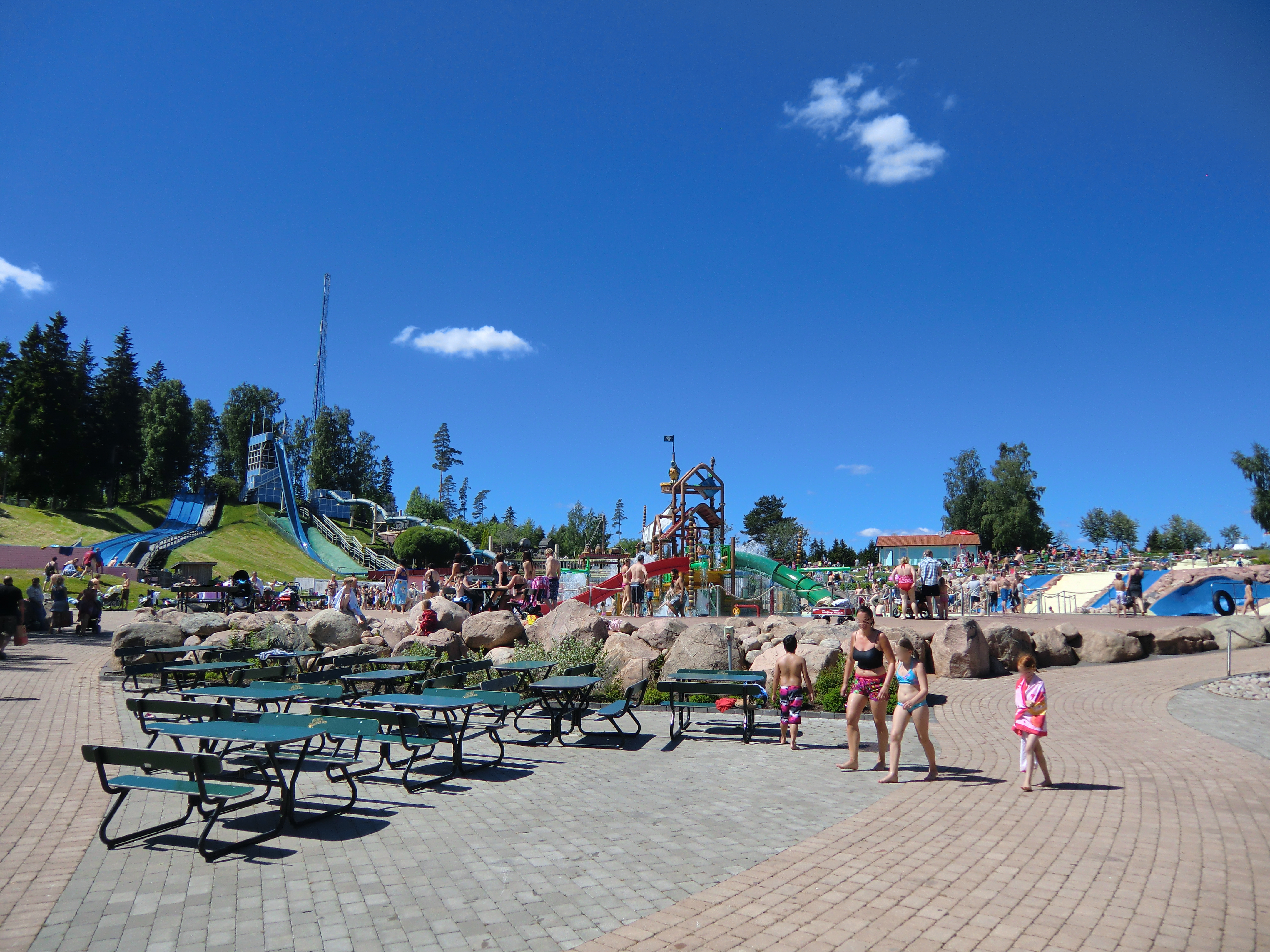
Parque de diversões Skara sommarland em 2011
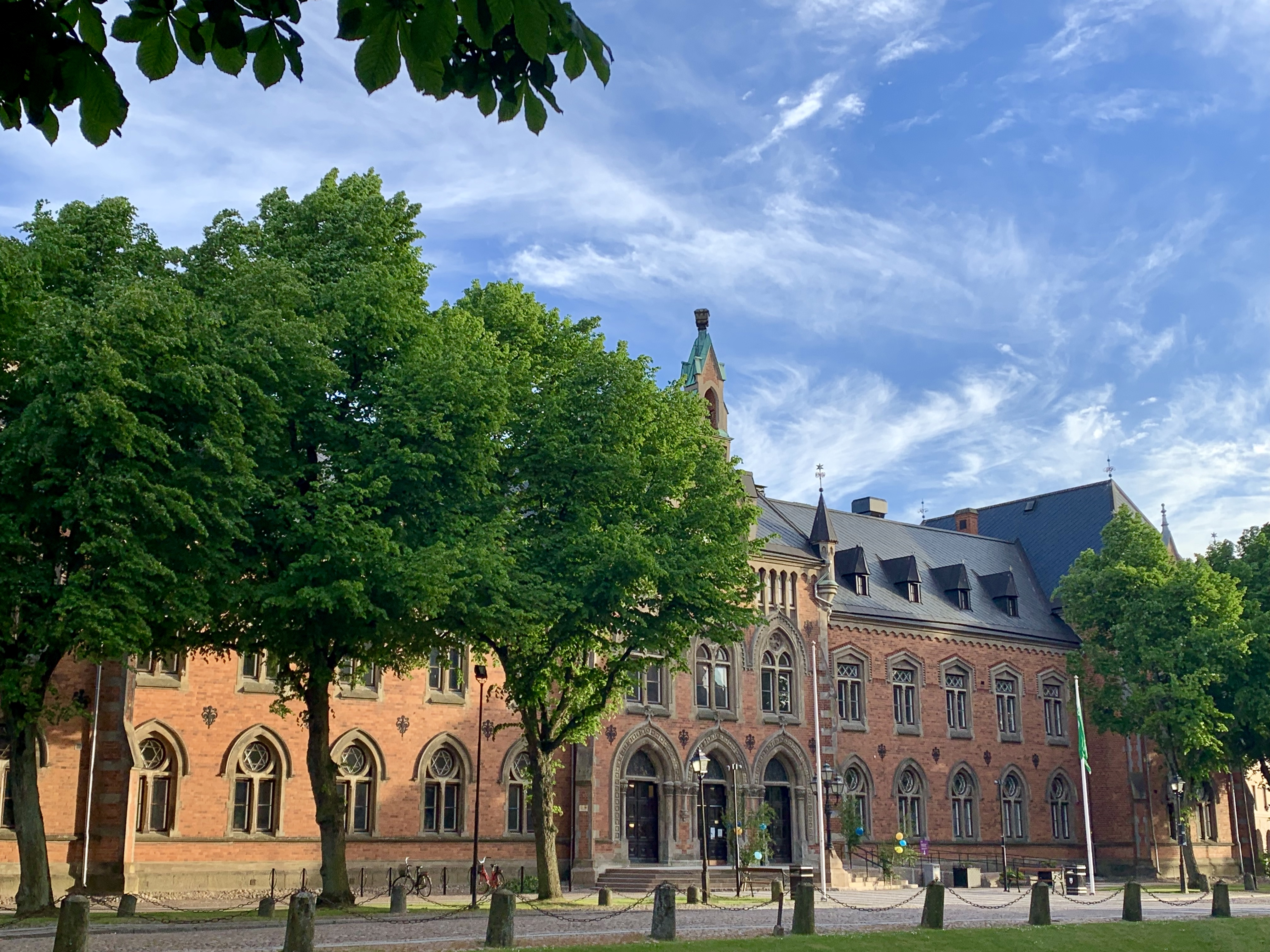
A câmara municipal (br: prefeitura)
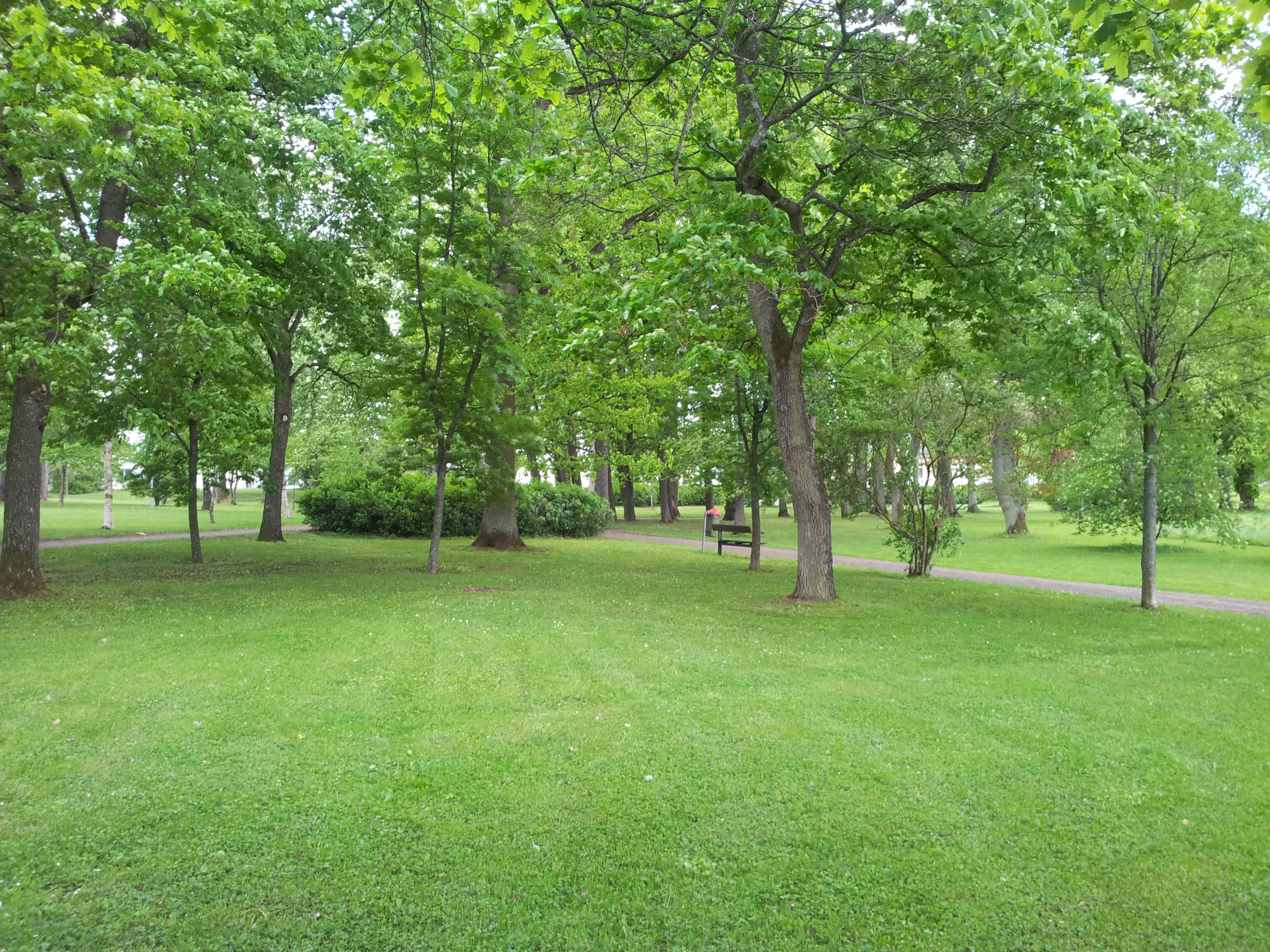
Jardim botânico Skara Botan